# Return Fire
Return Fire es un videojuego de acción y estrategia del año 1995 desarrollado por Silent Software, Inc. para la consola 3DO Interactive Multiplayer. Más tarde, en 1996, fue adaptado para correr en Windows 95 y PlayStation. Fue precedido por Fire Power (1987) y seguido por Return Fire 2 (1998). Un paquete de expansión, llamado Return Fire: Maps O 'Death, fue lanzado para 3DO en 1995.
En Return Fire, El objetivo del jugador es capturar la bandera ubicada en la base enemiga y regresar con ella a salvo a su propia base. El juego recibió  muy buenas críticas por su diseño inusual, su agradable modo para dos jugadores y su banda sonora, hecha con piezas famosas de la Música clásica. Es recordado como uno de los mejores juegos lanzados para la consola 3DO Interactive Multiplayer.
Una versión de Return Fire para Sega Saturn, se llegó a terminar, pero nunca salió al mercado. Esta versión se filtró a Internet en 2007.

## Mecánica de Juego
En Return Fire, el objetivo del jugador es capturar la bandera que esta escondida en el territorio del enemigo y regresar con ella a salvo a su propia base. Para alcanzar este objetivo, el jugador cuenta con cuatro vehículos especializados, cada uno con capacidades y limitaciones únicas. Cada vehículo puede transportar una cantidad específica de combustible y municiónes, y resistir distintos niveles de daño. Las municiones y el combustible se agotan con el uso, pero pueden recargarse en diferentes ubicaciones del mapa, en carpas y en cisternas. Los vehículos se seleccionan desde el interior de un búnker, que es la base del jugador. Si un vehículo terrestre se queda sin combustible, se detiene, y el conductor salta y huye. 
El Tanque es el vehículo más balanceado. Su cañón puede girar 360 grados (aun en movimiento) y atacar objetivos terrestres y aéreos. Tiene buen desplazamiento y es capaz de recorrer la distancia más larga de todos los vehículos del juego con su depósito de combustible lleno. El Tanque puede transportar hasta 150 proyectiles.
El  Vehículo Blindado de Apoyo  es el vehículo más resistente. Su poder de ataque es el más alto del juego. Puede atacar objetivos terrestres y aéreos, siempre que no estén demasiado cerca. Es capaz de plantar minas explosivas que destruyen puentes y vehículos terrestres al instante. Sin embargo, Se mueve muy lento, es poco maniobrable y gasta mucho combustible. Puede transportar hasta 100 misiles y 30 minas explosivas.
El Helicóptero es rápido y maniobrable. Puede atacar objetivos aéreos y terrestres, y destruir las minas explosivas que están en el suelo. Sin embargo, no es muy resistente. Solo puede aterrizar en la base, (o sea el búnker) por lo tanto, no puede aprovechar los depósitos de combustible y municiones que están en tierra. Gasta mucho combustible y tiene que regresar obligatoriamente a la base para reabastecerse. Puede transportar hasta 100 proyectiles y 50 misiles. 
El Jeep es el vehículo terrestre más rápido y es el único vehículo capaz de levantar, transportar y colocar la bandera. Puede inflar sus neumáticos y flotar en el agua (es anfibio) pero es muy lento moviéndose en el agua. Es el vehículo menos resistente del juego, y solo basta un golpe para destruirlo. El Jeep esta armado con un puñado de 16 granadas. 
Las bases enemigas que el jugador tiene que invadir, están protegidas por murallas y torres armadas con lanzamisiles, drones, minas antitanque y soldados armados con granadas de mano. Si el jugador se queda inactivo por mucho tiempo, los drones aparecerán y lo atacarán. Si el jugador excede los límites del mapa, aparecerá un submarino y disparará un misil contra él.

## Producción

### Desarrollo

Al presionarse el botón «Pausa» aparece una promoción del Ejército de los Estados Unidos. «NO LO JUEGUES, HAZLO. SE TODO LO QUE PUEDE SER...» más abajo, esta el número de reclutamiento del Ejército.

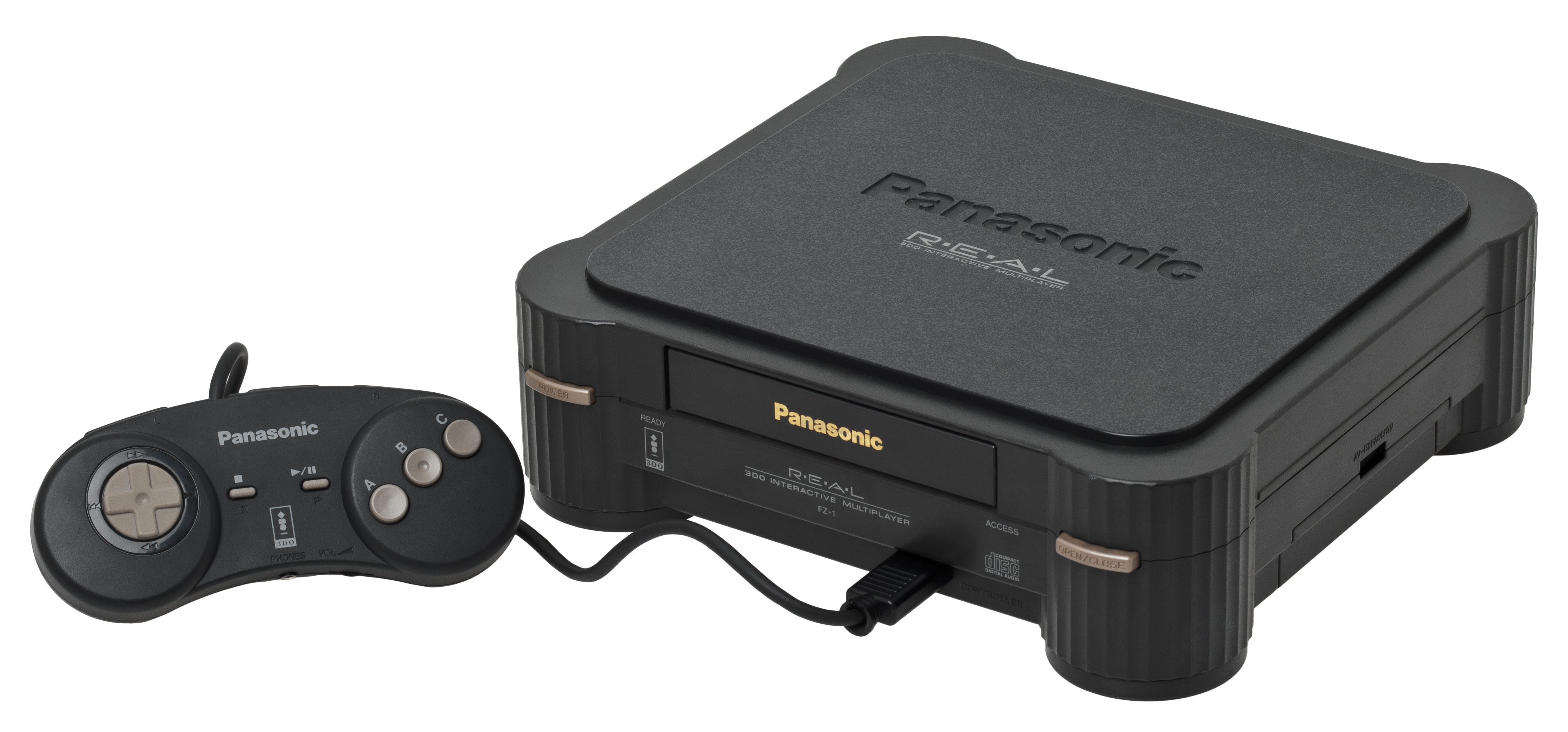
La consola 3DO es uno de los grandes fracasos de la industria de los videojuegos. Gracias a su alto precio de venta y al sobresaturado mercado de consolas de la época, no pudo tener el éxito esperado. La consola apenas duro 3 años en el mercado y solo vendió 2 millones de unidades.

El diseño de Return Fire está basado en un juego arcade de 1974 llamado Tank, producido por Kee Games. 
El creador de Return Fire, Reichart Von Wolfsheild, es un inventor, tecnólogo y artista estadounidense que participó en el desarrollo del primer juego multijugador moderno.  Von Wolfshield, diseñó a Return Fire con un fuerte énfasis en el modo para dos jugadores, pues desde su punto de vista, los juegos para un solo jugador son aburridos y es más entretenido jugar con otra persona:

Me encantan los juegos multijugador más que los juegos para un solo jugador, y veo la consola solo como un tablero de ajedrez.
No me gusta la idea de jugar contra una computadora, así que nunca me concentro mucho en los juegos para un solo jugador, ni siquiera en las cosas  que tengan que ver con Inteligencia Artificial, aunque me encanta la Inteligencia Artificial. Realmente no disfruto eso. Disfruto más enfrentarme a otros seres humanos y ser igualado
Reichart Von Wolfshield

El modo de dos jugadores de Return Fire fue muy bien valorado por críticos. 
Von Wolfshield tenía en su casa una colección de alrededor de 500 Carritos Die-cast de la marca Dinky, que incluian desde vehículos militares como tanques y Jeeps hasta vehículos de series de ciencia ficción. Los llevó a su oficina y los usó para mostrarle al equipo de trabajo como quería que el juego se viera. De hecho, La apariencia del Vehículo Blindado de Apoyo se tomó del Modelo Dinky 353, que es el Shado 2 Mobile  de la serie UFO (1970), de Gerry Anderson.
la ilustración del empaque original del juego tiene un gran camuflaje verde con la silueta de un soldado. Los publicistas hicieron esto para que el juego se destacara más que otros juegos en los estantes de las tiendas, pues en esa época, los empaques de los juegos tenían ilustraciones con colores brillantes y atrevidos.
El sonido de los soldados siendo aplastados por los vehículos es el sonido de una mordida del programador Will Ware, de Silent Software. Cuando el jugador pierde una partida, aparece una calavera riéndose de forma burlona. La risa de la calavera es la risa de Robert J. Mical, Creador de la línea de computadoras Amiga y co-inventor de las consolas Atari Lynx y 3DO.

### Banda sonora
La banda sonora de Return Fire está compuesta por obras famosas de música clásica. Cada vehículo tiene un tema musical asignado. 
Cuando se usa el Tanque, la canción que suena es Marte: El Portador de la Guerra, la primera parte de la obra Los Planetas de Gustav Holst. Al usar el Vehículo Blindado de Apoyo, la canción que suena es En la Gruta del Rey de la Montaña, de  Edvard Grieg. 
Cuando se usa al Helicóptero, la canción que suena es la Cabalgata de las valquirias, de Richard Wagner (una referencia a la película Apocalypse Now). 
Cuando se usa el Jeep, la canción que suena es El Vuelo del Abejorro de Nikolái Rimski-Kórsakov. 
Cuando la Bandera enemiga es encontrada, suena un fragmento del coro Aleluya, la parte final de la obra El Mesías de Georg Friedrich Händel. Cuando una bandera está siendo transportada a la base propia, la canción que suena es La Obertura de Guillermo Tell, de  Gioachino Rossini.
En la presentación, cuando aparece el logo del juego en llamas, la canción que suena es Dies Irae, que es la introducción de la obra Requiém de Giuseppe Verdi.
Los temas fueron grabados e interpretados por EMI Classics y Angel Records. Return Fire fue el primer videojuego en utilizar sonido envolvente 3D Dolby Sorround.

### Video
En las versiones de PC y PlayStation, cuando un nivel es completado, se muestran algunos videos cortos. En uno de estos videoclips, aparece beisbolista Lou Gehrig dando su famoso discurso, El Hombre más afortunado sobre la faz de la Tierra.

### Idiomas
El contenido del juego esta en idioma inglés, alemán, francés, español, portugués, japonés, italiano, coreano, árabe y ruso.

## Publicaciones

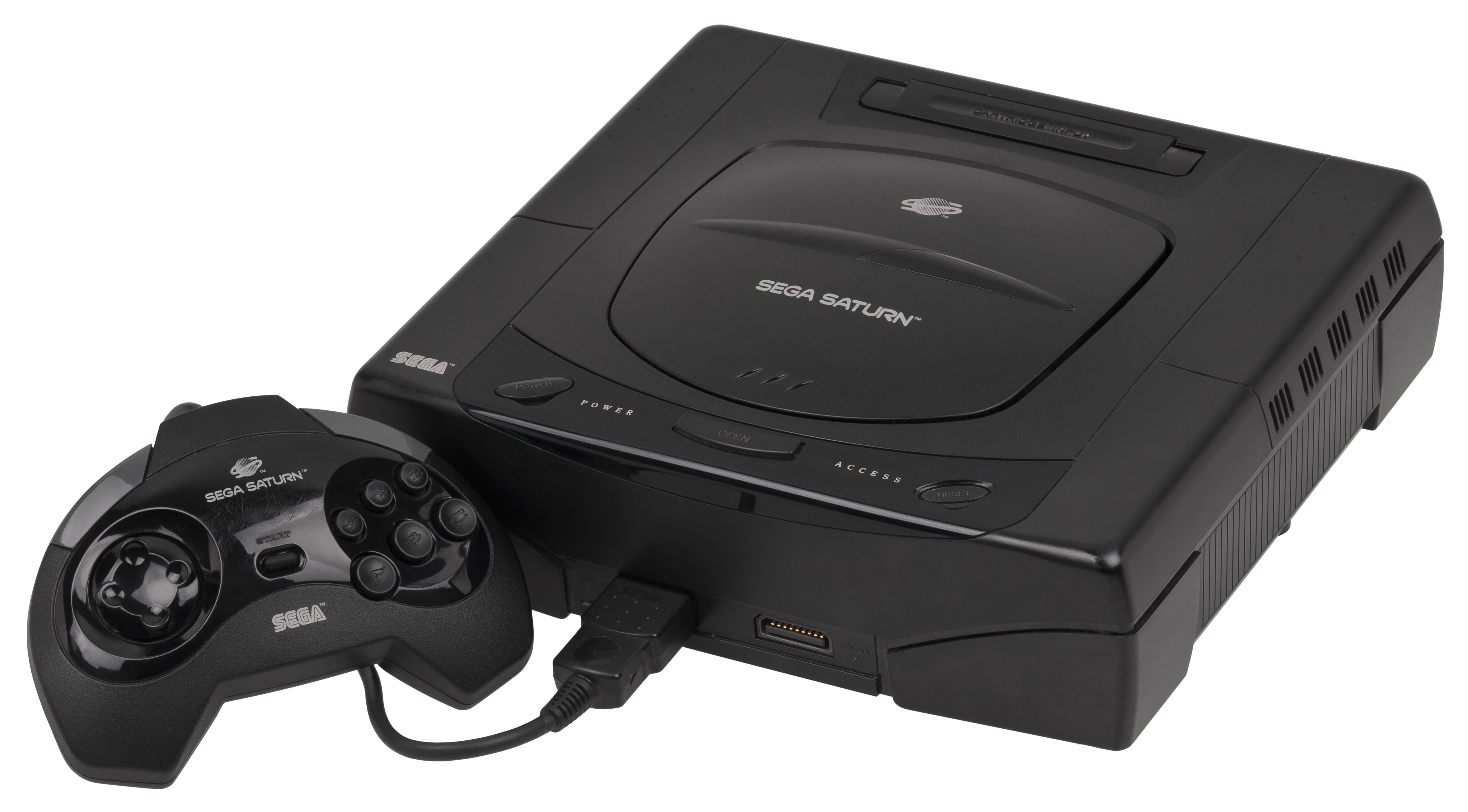
La consola Sega Saturn (1994-2000) es considerada como un fracaso comercial en la industria de los videojuegos. Estuvo en el mercado algo más de 5 años, y apenas vendió 9.26 millones de unidades. La consola fue descontinuada en el año 2000.

### Versión inédita de Sega Saturn
En 1996 el juego fue lanzado para Windows 95 y PlayStation. Después de esto, La Empresa Sega Ltd. le ordenó a Prolific Software que preparara una versión para su consola, la Sega Saturn. Los Programadores de Prolific Software cambiaron los códigos e incluso, terminaron el juego.
Justo cuando el juego estaba listo para salir a la venta, La Empresa Sega Ltd. lanzó al mercado una nueva versión de su consola Sega Saturn: La "Hi-Saturn" y le pidió a Prolific Software que hicieran cambios para que el juego fuera compatible con esta nueva consola. Cuando los programadores de Prolific Software estaban haciendo los cambios, el distribuidor dio órdenes para cancelar el proyecto, porque la consola Sega Saturn comenzó a dejar de ser rentable. En resumen: la versión de Return Fire para Sega Saturn si se hizo, pero no fue publicada.
Las reseñas de la versión de Saturn se publicaron poco antes de mayo del 1997, la fecha programada para su salida al mercado. La mayoría de los críticos la describieron como una conversión inaceptable de un juego francamente bueno, pues sufría de un FPS mucho más bajo que las versiones de 3DO y PlayStation.
En el año 2003, un grupo de programadores fanáticos del juego, se puso en contacto con la compañía Prolific Software para investigar que fue de la versión de Saturn. Después de muchas llamadas y de mucho insistir, Prolific les dio una copia de la versión de Saturn. La primera vez que probaron el disco, este no funcionaba. Después de reprogramar el contenido y arreglar fallos, empezaron a esparcirla vía Internet.

### Return Fire: Maps O' Death
Return Fire: Maps O' Death es un complemento para el Return Fire original con más de 100 nuevos niveles para elegir. Este complemento es compatible con el modo para dos jugadores y los niveles pueden ser accedidos a través de un sistema de contraseñas.

## Recepción y Crítica
GamePro le dio una crítica positiva a la versión de 3DO, describiéndola como "una combinación de las mejores partes de jugar Capturar la bandera, Desert Strike, y Micro Machines." El crítico elogió los controles fáciles de dominar, los gráficos y el fuerte sentido del humor del juego. El equipo de reseñas de Electronic Gaming Monthly le dio el premio "Juego del Mes", destacando el modo de dos jugadores, la música clásica, gráficos y la diversión general del juego. El crítico Ed Semrad de Electronic Gaming Monthly afirmó que: "En una industria inundada con deportes y autos de combate, esto es como un respiro de aire fresco."
La revista Next Generation elogió la banda sonora y el modo para dos jugadores. También agregó que con su gran cantidad de niveles, el juego es muy divertido incluso en el modo para un jugador. Además, afirmó que los gráficos y los efectos de sonido hacen que la destrucción sea más divertida.
La revista GamePro, que cubrió la versión de PlayStation, calificó esta versión como: "un simulador de guerra de emocionante, brillantemente concebido, una combinación sin precedentes de acción y estrategia". resalto de manera positiva los controles como fáciles de aprender, la mecánica de juego, la acción multijugador frenética y duradera, y el alto nivel de detalle visual. Tomó nota especial sobre la música clásica del juego, diciendo que: "Nunca antes el sonido ha sido tan importante en el éxito de un videojuego"
El paquete de expansión Return Fire: Maps O 'Death fue bien recibido. La revista "Máximum" le otorgó 4 de 5 estrellas, diciendo que: por un precio excepcionalmente bajo, el jugador recibe "teatros de guerra horriblemente difíciles con menos vehículos disponibles y algunos escenarios decididamente extraños (como el tablero de ajedrez y los niveles de SOS), todo lo cual hace que esta continuación de Return Fire sea una excelente adición para 3DO. GamePro mencionó que: "Maps O' Death le da nueva vida a su precuela, ofreciendo más de 100 niveles frescos llenos de la carnicería y la locura que le gusta a los fanes."
En 1997 Electronic Gaming Monthly le dio a la versión de 3DO el puesto 63 de su lista "100 Mejores Juegos de Todos los Tiempos", citando su alta jugabilidad  y la forma en la que "captura la frenética sensación del combate" en una forma en la que pocos juegos lo hacen. Dijeron que eligieron la versión de 3DO específicamente porque el juego era más riguroso que el de la versiones de PlayStation y la versión inédita de Sega Saturn.

## Legado
- Return Fire aparece en el libro 1001 Videojuegos  que debes de Jugar antes de Morir, de Tony Mott y Peter Molyneux.
- Return Fire aparece siendo jugado al inicio de la película En la Mili (Americana), protagonizada por Pauly Shore.